# Creu de la plaça de l'Església (la Cellera de Ter)
La Creu de la plaça de l'Església és una obra modernista de la Cellera de Ter (Selva) inclosa a l'Inventari del Patrimoni Arquitectònic de Catalunya.

## Descripció
Ens trobem davant de la creu commemorativa de l'antic cementiri, el qual estava ubicat en la plaça de l'Església.
La creu es troba emplaçada sobre un doble pedestal. Així en primer terme, tenim un petit pedestal de pedra nomolítica, seguit d'un llarg i esbelt pedestal de ferro forjat, imitant una columna amb les seves respectives parts i seccions. Així contemplem el basament, el fust llis però motllurat en parts determinades i el capitell.
A sobre tenim el que seria la creu pròpiament, també de ferro forjat, ornada amb uns trets i detalls esbelts i estilitzats com així ho acredita tant les fulles i flors delicades, com la tija corbada que corona la creu i que semblen estar imbuïdes de vida.
La tija corbada està complementada amb una orla on hi ha gravada una inscripció molt interessant, que diu així:
“A L'OMBRA D'AQUEST ARBRE SANT DESCANSAREN
LES CENDRES DELS NOSTRES PARES 1907
JOSEP PLANES Y CARBÓ”
Pel que fa a l'estat de conservació de la creu, aquest és preocupant com així ho delaten dos factors: per una banda, els actes de bandalisme han provocat l'arrancament de dos trossos de la creu, mentre que per l'altra, el deteriorament avançat de parts determinades, en les que el ferro està bastant corrossionat i oxidat.

## Història
Un fet cabdal dins l'urbanisme local va ser la construcció, l'any 1890, del nou cementiri al camp d'en Gurri, que havia estat llargament reivindicat, abandonant per tant el cementiri primigeni ubicat en la plaça de l'Església.